# St. Vitus (Bachern)

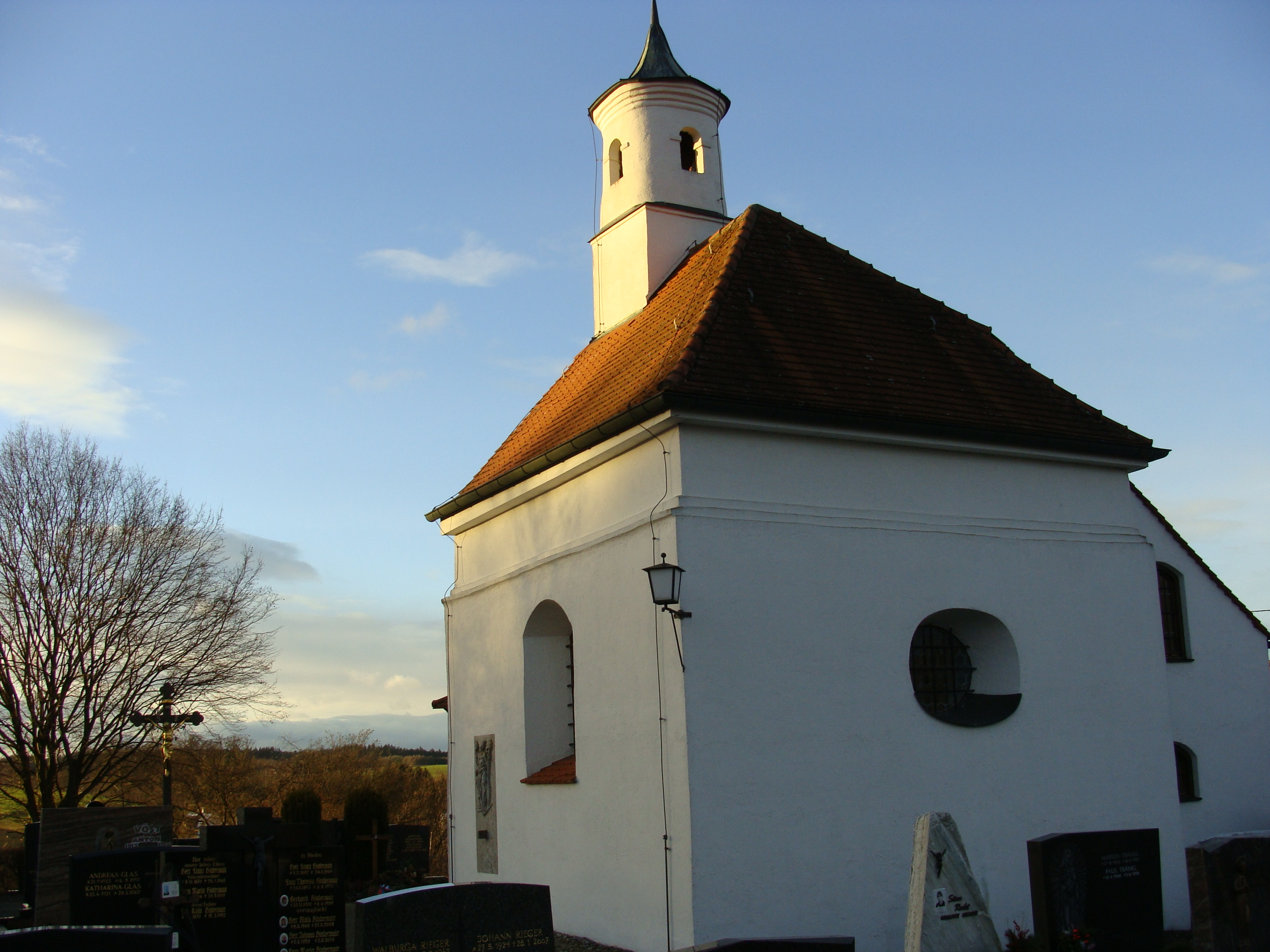
Friedhofskapelle St. Vitus

Die Friedhofskapelle St. Vitus ist ein Baudenkmal in Bachern bei Friedberg.

## Geschichte
Bei der Friedhofskapelle St. Vitus handelt es sich um Reste des Chors der früheren Pfarrkirche. Die Kirche wurde vermutlich in der ersten Hälfte des 13. Jahrhunderts errichtet und war dem heiligen Georg geweiht. 1443 änderte man das Patrozinium auf den heiligen Vitus. Zu dieser Zeit wurden auch bauliche Veränderungen vorgenommen, wie das heute noch erhaltene Kreuzgratgewölbe. Die Kirche wurden im Dreißigjährigen Krieg stark in Mitleidenschaft gezogen und 1706 instand gesetzt. 1831 entschied man sich, das Langhaus und den Turm einzureißen und einen Neubau (St. Georg) zu errichten. 1866/67 wurde dann der Innenraum der Kapelle neu gestaltet. Sie wurde 1983–1985 restauriert.

## Baubeschreibung
Es handelt sich bei St. Vitus um einen quadratischen Saalbau mit rundem Dachreiter auf einem Vierecksockel. Das Dach ist östlich abgewalmt. An der Ostseite findet sich ein querovales Fenster. Die an der Süd- und Nordseite sind mit Rundbögen versehen. Das Vorzeichen und der Erweiterungsbau im Norden sind jüngeren Datums.

## Ausstattung
Der Choraltar ist aus der Zeit um 1775/1785. In der Schreinnische über dem Tabernakel steht eine Madonna mit Christuskind aus dem ausgehenden 15. Jahrhundert (jedoch modern gefasst) eines unbekannten Künstlers. Der Christus an der Geißelsäule aus dem Jahre 1762 ist von Johann Caspar Öberl.